# Ай-Моккунъях
Ай-Моккунъях (устар. Ай-Моккун-Ях) — река в России, протекает по Ханты-Мансийскому АО. Устье реки находится в 24 км по левому берегу реки Энтль-Моккунъях. Длина реки составляет 62 км, площадь водосборного бассейна 481 км².

## Притоки
- 16 км: река без названия (лв)
- 40 км: Сугмутпокуригль (лв)
- 50 км: Ланкиигль (лв)

## Данные водного реестра
По данным государственного водного реестра России относится к Верхнеобскому бассейновому округу, водохозяйственный участок реки — Обь от впадения реки Вах до города Нефтеюганск, речной подбассейн реки — Обь ниже Ваха до впадения Иртыша. Речной бассейн реки — (Верхняя) Обь до впадения Иртыша.
Код объекта в государственном водном реестре — 13011100112115200041535.